# Diego Klattenhoff
Diego Klattenhoff est un acteur canadien, né le 30 novembre 1979 à French River, dans le comté de Pictou, en Nouvelle-Écosse. Il est connu pour son rôle du meilleur ami du sergent Brody dans la série Homeland et également celui de Donald Ressler dans Blacklist. On a pu également le remarquer pour avoir tenu le rôle de Derek dans la deuxième saison de Whistler.

## Biographie
Diego Klattenhoff est né en 1979 à French River en Nouvelle-Écosse et a déménagé à Toronto à l'âge de 19 ans pour poursuivre sa carrière d'acteur. Son père est allemand. Diego a étudié quelques années dans des ateliers de théâtre et travaillait parallèlement en tant que serveur, s'adaptant ainsi à sa vie à Toronto.
Il a étudié avec des professeurs de théâtre canadiens très respectés comme David Rotenberg, Bruce Clayton et Rae Ellen Bodie, et désormais sa persévérance paye. Sa première apparition importante a été dans Lolita malgré moi, film où il a interprété Shane aux côtés de Lindsay Lohan et Rachel McAdams.
Avant de devenir acteur, Diego rêvait de devenir joueur de baseball professionnel. Quand le temps le lui permet, il apprécie encore de jouer au baseball, au golf, football, hockey et natation.

### Vie personnelle
Diego Klattenhoff partage son temps libre entre Toronto, Vancouver, et sa nouvelle maison à Los Angeles où il vit avec sa femme et son fils né en 2012.

## Filmographie

### Cinéma
- 2002 : Straight in the Face : Daniel
- 2003 : Autobiography of an Insect : Cameron
- 2004 : Lolita malgré moi (Mean Girls) de Mark Waters : Shane Oman
- 2004 : The Last Hit : Sasha
- 2004 : Cube Zero d'Ernie Barbarash : Quigley
- 2005 : Ice Princess : Kyle Dayton
- 2005 : Dry Whiskey : Terry
- 2006 : Slevin (Lucky Number Slevin) de Paul McGuigan : Ginger
- 2013 : Kilimanjaro : Troy
- 2013 : After Earth de M. Night Shyamalan : Ranger Vétéran
- 2013 : Pacific Rim de Guillermo del Toro : Yancy Becket
- 2016 : Lavender : Alan
- 2017 : Radius : Liam

### Télévision

#### Séries télévisées
- 2005 : Stargate SG-1 : un militaire (saison 9 épisode 7)
- 2005 : Smallville : Josh Greenfield  (saison 4 épisode 14)
- 2006 : Supernatural : Duane Tanner (saison 2)
- 2006 : Psych : Enquêteur malgré lui : Dylan Maxwell (saison 1 épisode 5)
- 2007 : Whistler : Derek (saison 2)
- 2008 : Men in Trees : Leçons de séduction : Ivan Palacinke
- 2009 : 24 heures chrono (24) : Sergent Cadden (saison 7)
- 2009 : Urgences : Jay (saison 15 épisode 20)
- 2009-2010 : Mercy Hospital (Mercy) : Mike Callahan (saison 1)
- 2011 : Falling Skies : Lieutenant Danner (saison 1)
- 2011 - 2012 : Homeland : Mike Faber
- 2012 : Longmire : Eli
- 2013-2023 : Blacklist : Donald Ressler
- 2024 : Blue Bloods : Officier Michael Tate (saison 14, épisode 12)
- 2025 : Tracker : Roger McLaren (saison 2, épisode 16)

#### Téléfilms
- 2003 : Un bébé tombé du ciel (Blessings) : Benny
- 2005 : Murder in the Hamptons : agent de la circulation
- 2005 : Shania: A Life in Eight Albums : Paul
- 2005 : Un défi pour Noël (Recipe for a Perfect Christmas) : Zach
- 2007 : Fire Serpent : Dutch jeune
- 2008 : Tout pour la vérité (Lost Behind Bars) : Charlie Quinn

## Voix francophones
| - Sébastien Desjours dans : - Mercy Hospital (série télévisée) - Homeland (série télévisée) - Lavender (en) - Alexandre Gillet dans (les séries télévisées) : - Blacklist - Tracker | Et aussi - Emmanuel Gradi dans Lolita malgré moi - Yann Peira dans Missing : Disparus sans laisser de trace (série télévisée) - Philippe Siboulet dans Supernatural (série télévisée) - Pascal Nowak dans Psych : Enquêteur malgré lui (série télévisée) - Martial Le Minoux dans Whistler (série télévisée) - Gilduin Tissier dans The Informers - Hervé Lacroix dans Longmire (série télévisée) - Raphaël Cohen dans Pacific Rim - Victor Naudet dans After Earth |